# Aya Sugimoto
Aya Sugimoto (japanisch 杉本　彩 Sugimoto Aya, * 19. Juli 1968 in Kyōto) ist eine japanische Sängerin, Model, Schauspielerin und Tänzerin.
Sie hat über die Jahre viele Rollen gespielt. Am bekanntesten ist sie in Japan für ihre J-pop-Karriere und ihre Filmkarriere.

## Diskografie

### Singles
- Boys (1988)
- 13 Nichi no Luna (1988)
- Nichiyoubi wa Dameyo (1989)
- B&S (1990)
- Usagi (1990)
- Gorgeous (1990)
- Kagayaitete... (1991)
- Ai ga Shiritai (1992)
- Le Soir: Eien no Wakare (1993)

### Alben
- Aya (1988)
- Mizu no Naka no Chiisana Taiyou (水の中の小さな太陽) (1988)
- Shakunetsu Densetsu (灼熱伝説) (1989)
- Body & Soul (1990)
- Japanese Dream (1990)
- Shiseikatsu (私生活) (1991)
- Femme Fatale (1995)

## Filmrollen
- Queen Beryl in Pretty Guardian Sailor Moon (2004)
- Hone Onna in Jigoku Shōjo.